# Va, pensiero

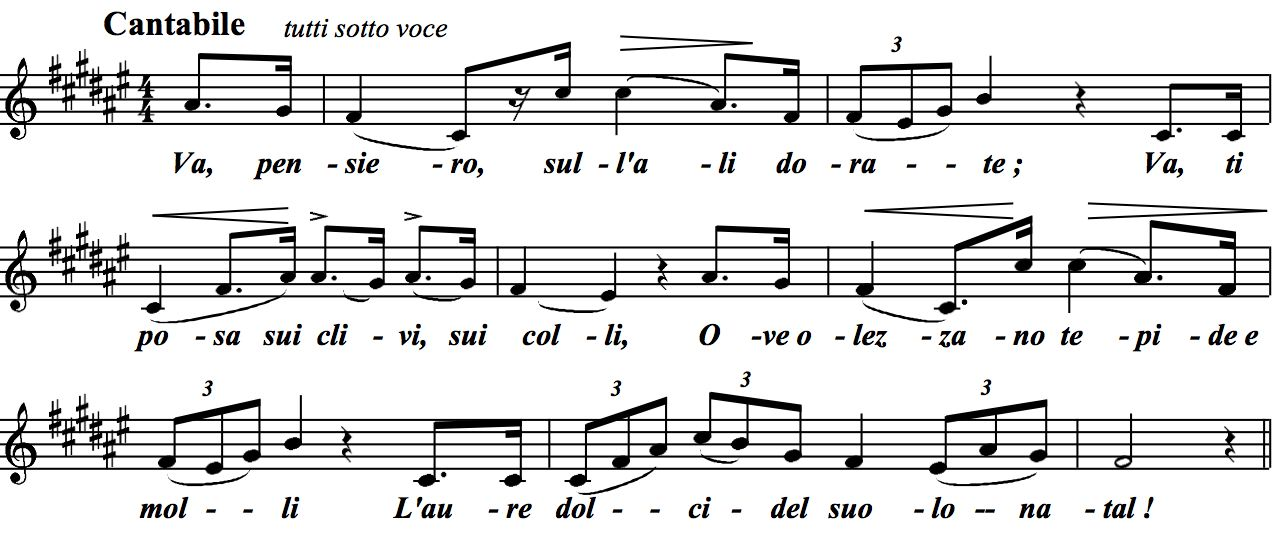
Melodia e primo verso del Va, pensiero

Va, pensiero (Va, pensiero, sull'ali dorate) è uno dei cori più noti della storia dell'opera, collocato nella parte terza del Nabucco di Giuseppe Verdi (1842), che viene cantato dagli Ebrei prigionieri in Babilonia.
Il poeta Temistocle Solera scrisse i versi ispirandosi al salmo 137, Super flumina Babylonis (Sui fiumi di Babilonia).

## Analisi musicale
Il coro è nell'insolita tonalità di Fa diesis maggiore.
La cantilena in 4/4, sommessa ed elegiaca, che si snoda sull'ampia onda del semplice accompagnamento a sestine, trova il momento di maggior vigore alle parole «Arpa d'or dei fatidici vati», prima di ripresentarsi un'ultima volta («O t'ispiri il Signore un concento») arricchita dalle fioriture dei legni.
Rossini la definì «una grande aria cantata da soprani, contralti, tenori, bassi».

## Testo e parafrasi
A sinistra è riportato il testo musicato da Verdi, che differisce da quello stampato nel libretto in una sola parola: "tepide" anziché "libere"; a destra una parafrasi del testo.
Va, pensiero, sull'ali dorate;

va, ti posa sui clivi, sui colli,

ove olezzano tepide e molli

l'aure dolci del suolo natal!

Del Giordano le rive saluta,

di Sionne le torri atterrate.

O, mia patria, sì bella e perduta!

O, membranza, sì cara e fatal!

Arpa d'or dei fatidici vati,

perché muta dal salice pendi?

Le memorie nel petto raccendi,

ci favella del tempo che fu!

O simile di Sòlima ai fati

traggi un suono di crudo lamento,

o t'ispiri il Signore un concento

che ne infonda al patire virtù!
Va’, Pensiero, sulle tue ali d'oro

Va’ e posati sui pendii e sulle colline,

Dove profuma tiepida e deliziosa

L'aria della nostra terra natale.

Saluta le rive del Giordano,

E le torri distrutte di Sion!

Oh mia Patria, così bella ma perduta,

Oh ricordo, così caro, ma così doloroso.

Arpa d’oro dei profeti del fato,

Perché pendi silenziosa dal salice?

Riaccendi nel nostro cuore i ricordi,

Parlaci ancora della nostra Storia gloriosa!

Memore della sorte di Gerusalemme,

Fai risuonare un canto di cocente dolore,

Oppure il Signore ti ispiri una musica,

Che ci infonda la forza contro i patimenti.

## Analisi lessicale e sintattica
Le principali particolarità lessicali di Va pensiero riguardano la presenza di termini aulici, come voleva la prassi di prosa e poesia ottocentesca. In particolare: clivi, olezzano, membranza, favella, fatidici, traggi, concento, nonché i nomi propri Sionne e Solima, dove Sionne indica la fortezza di Gerusalemme, situata sul monte Sion, mentre Solima deriva dall'antica denominazione greca della città (Ἱεροσόλυμα, Hierosólyma), anche se c'è un'opinione minoritaria che sostiene che "Solima" sia una forma poetica di "Shlomo", cioè Salomone, ai cui fati (cioè profezie, Salomone era il "re saggio" per eccellenza) si farebbe riferimento.
Lo stile molto alto corrisponde non solo ad una scelta lessicale classica, di sapore latino, ma è tesa anche a rispettare la prosodia, la lunghezza dei versi e le rime, che contrassegnano la composizione.
L'inno sembra costruito specularmente: i primi quattro versi (1-4) e gli ultimi quattro (13-16) sono raccolti in una frase unica, mentre le quartine centrali (vv. 5-7 e 11-12) sono composte da più proposizioni esclamative o interrogative retoriche.
Come inno, genere di lunga tradizione, il componimento deve rispettare una struttura metrica ben nota nella letteratura italiana ed europea. Si tratta di 16 decasillabi, divisi in 4 quartine. Le strofe presentano un ritmo anapestico, con gli accenti che cadono sulle sedi 3-6-9. È per questo che al verso 13 la parola "simile" si legge con l'accento piano sulla seconda sillaba ("simìle") anziché con l'accento sdrucciolo sulla prima.
Secondo la prassi della poesia per musica, l'ultimo verso di ogni quartina è tronco, cioè costituito da nove sillabe metriche.
Tale schema, impiegato anche nelle canzonette da melodramma, è quello proprio dell'ode, che condivide con l'inno un rigido codice, rappresentando un modello riservato a testi "alti", per significato e valore civile e religioso, epico e patriottico. Il tono oratorio è perciò solenne e ingiuntivo, destinato ad ottenere la persuasione e trascinare l'ascoltatore all'azione. Il testo è ricco perciò di interiezioni ("Oh mia patria", "Oh membranza"), di esclamazioni ("Va', ti posa", "saluta", "raccendi", "ci favella", "traggi", "t'ispiri").
Molto classicheggianti sono anche le personificazioni indirette del pensiero e dell'arpa, per mezzo dell'apostrofe, una figura retorica volta ad indurre una forte emozione e un coinvolgimento intenso. La relazione comunicativa che si instaura è espressa dai pronomi di persona. Il coro si rivolge col "tu" prima al pensiero, la patria e la membranza, poi all'arpa e solo alla fine assume il plurale della prima persona: "ci favella, ne infonda".
Alle scelte retoriche e lessicali si accompagnano una solida architettura sintattica e un'attenzione particolare all'eufonia, che innalza ancor maggiormente l'effetto complessivo del componimento, in primo luogo per mezzo dell'alternanza delle rime. La distribuzione, sonora quanto spaziale, è la seguente:
prima quartina
1.1 dorate
1.2 colli
1.3 molli
1.4 natal
seconda quartina
2.1 saluta
2.2 atterrate
2.3 perduta
2.4 fatal
terza quartina
3.1 vati
3.2 pendi
3.3 riaccendi
3.4 fu
quarta quartina
4.1 fati
4.2 lamento
4.3 concento
4.4 virtù
In ciascuna quartina, con l'eccezione della seconda, i due versi centrali rimano unicamente tra loro, mentre il primo e l'ultimo rimano con i versi rispettivi della quartina seguente. Solo nella seconda quartina è il secondo verso a rimare col primo della precedente. L'effetto è un legame sonoro interno di ciascuna coppia di quartine.

## Utilizzi successivi
- Il coro è stato interpretato come una metafora della condizione dell'Italia, assoggettata all'epoca al dominio austriaco; la censura di Vienna avrebbe certamente impedito la circolazione del brano, e da ciò scaturisce la scrittura allegorica; è stato proposto anche come inno nazionale italiano, con alcune modifiche testuali, o col testo originale, ritenuto però poco adatto perché è il canto di un popolo diverso dall'italiano (gli antichi ebrei) e per di più sconfitti. Comunque, viene intonato al concerto di Capodanno dal teatro La Fenice di Venezia, come penultimo pezzo, prima del Libiamo ne' lieti calici, altro celebre brano dei melodrammi verdiani.
- L'anarchico Pietro Gori scrisse sulla stessa musica del Va, pensiero, l'Inno del Primo Maggio.
- Al funerale di Giuseppe Verdi, per le vie di Milano, la gente intonò il «Va, pensiero» in cori spontanei.
- È stato adottato (talora modificandone il testo) dagli esuli istriani, fiumani e dalmati come inno del loro esodo dalle terre perdute dopo il secondo conflitto mondiale[4].
- La Manuel De Falla Orchestra diretta da Waldo de los Rìos la incide in un 45 giri nel 1973[5] inserendola nell'album Operas[6].
- Il fisarmonicista Gigi Stok esegue la versione strumentale per l'album I grandi classici del 1993 (Nemo, Nr 4202-2).
- Il cantante italiano Zucchero Fornaciari l'ha reinterpretata in una versione bilingue italiano-inglese, con il testo modificato in più parti. Il brano, contenuto nella versione natalizia di The Best of Zucchero Sugar Fornaciari's Greatest Hits del 1997, arriverà sesta in Italia con annesso disco d'oro, tredicesima in Finlandia, diciassettesima in Austria e Svezia, diciannovesima in Svizzera e cinquantaduesima in Germania.
- È presente nel film Inferno di Dario Argento nella scena dell'uccisione di Eleonora Giorgi e Gabriele Lavia e anche in Brutti, sporchi e cattivi di Ettore Scola in una scena con uno dei figli di Giacinto che canta in un coro.
- È stato utilizzato nella seconda stagione della serie TV statunitense The Leftovers.
- È stato utilizzato come inno indipendentista padano dall'anno 1996, dal politico varesino Umberto Bossi.
- Giorgio Gaber riprende l'aria di Va, pensiero durante il suo brano E pensare che c'era il pensiero, oltre a citarla a metà dello stesso per poi contrapporre, in contrasto, i versi "Vieni azione coi piedi di piombo".
- È stato eseguito alla cerimonia di chiusura delle Olimpiadi invernali del 2006.
- Il 13 marzo 2022 l'Opera di Odessa si è esibita all'aperto intonando il coro, sfidando i bombardamenti dell'esercito russo.